# Jamiruddin Sircar

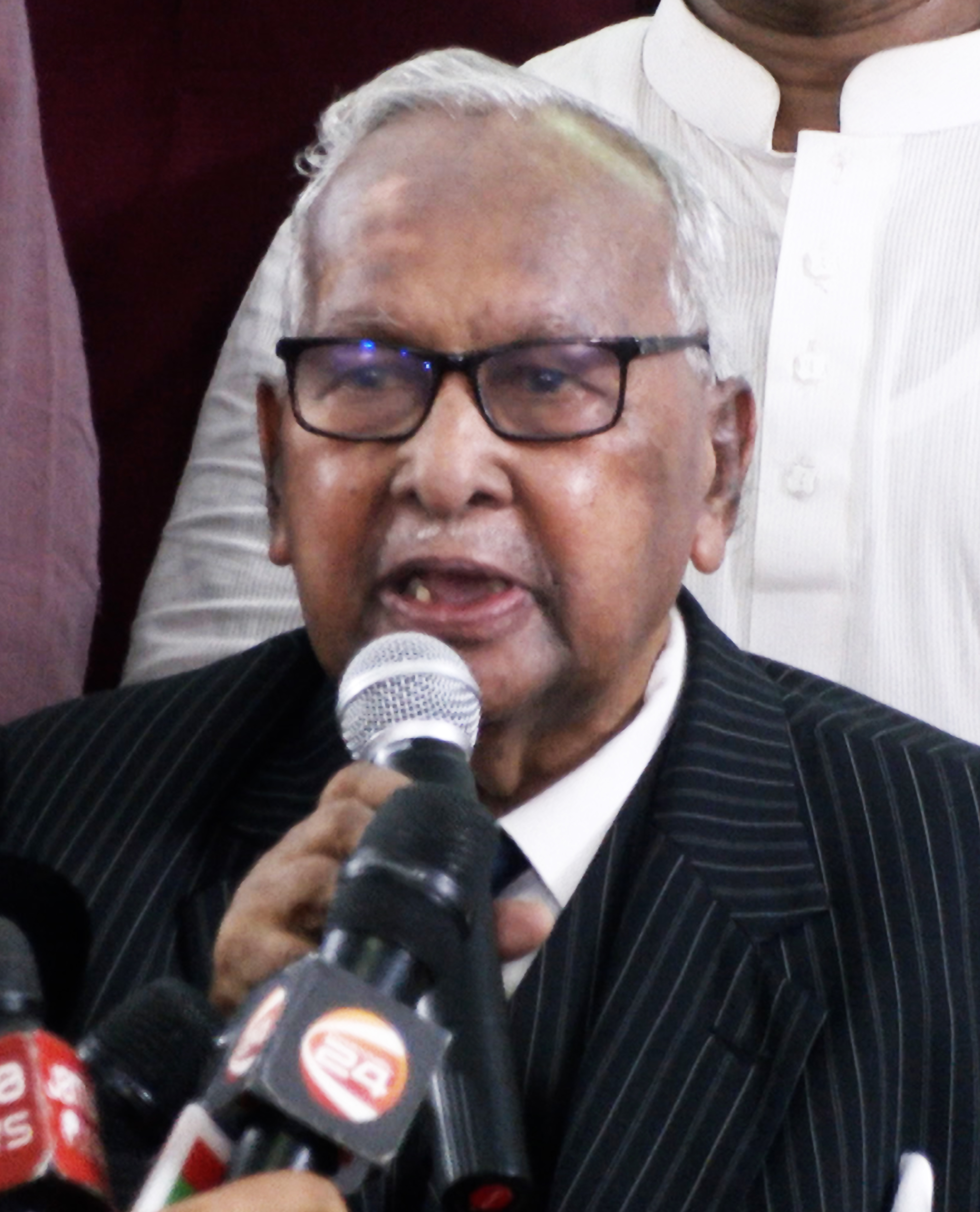
Jamiruddin Sircar, 2023

Jamiruddin Sircar  (Bengalisch: জমীরুদ্দিন সরকার, Jamīruddin Sarkār; * 1. Dezember 1931 in Nayabari, Bengalen) ist ein bangladeschischer Jurist und anerkannter Autor in Völkerrechtsbelangen. Als langjähriger Parlamentsvorsitzender war er aufgrund des Rücktritts von A. Q. M. Badruddoza Chowdhury im Juni 2002 für mehrere Monate Präsident der Republik Bangladesch. Er ist ferner Mitgründer der Bangladesh Nationalist Party.

## Biografie
Jamiruddin Sircar stammt aus einem Dorf im Distrikt Panchagarh, der im heutigen Staat Bangladesh liegt. Er begann nach seinem Studium der Rechtswissenschaften an der University of Dhaka eine Anwaltskarriere, die er nach Erlangung eines englischen Grades ab 1961 in Großbritannien fortsetzte. Ins Heimatland zurückgekehrt, wirkte er am Höchstgericht Bangladeschs.
1977 wurde Sircar vom damaligen Präsidenten Ziaur Rahman als Mitglied der bangladeschischen Delegation in die UN-Generalversammlung nach New York entsandt. Während der folgenden vier Jahre seiner Tätigkeit profilierte er sich durch zahlreiche, teilweise bedeutende völkerrechtliche Publikationen, aus denen „Glimpses of International Law“ und „Stronger United Nations for Peaceful Welfare World“ besonders hervorstechen.
Nach 1981 engagierte er sich zunehmend in der Innenpolitik. In den Kabinetten mehrerer Präsidenten bekleidete er Ministerpositionen, unter anderem war er Minister für Landreform, urbane Entwicklung, Justiz und Minister für Wissenschaft und Forschung. In der für ihn prädestinierten Funktion als Außenminister leitete er Bangladeschs Delegation bei mehr als 25 internationalen Konferenzen und wirkte so wesentlich zur Fortentwicklung des Völkerrechts mit, unter anderem trug er entscheidend zum internationalen Industrie- und Handelsrecht, zum Seerecht sowie zur Stärkung der Rechtsposition der Vereinten Nationen bei.
Hernach wurde Sircar während vierer Legislaturperioden zum Parlamentsabgeordneten gewählt. Als am 21. Juni 2002 A. Q. M. Badruddoza Chowdhury als Präsident zurücktrat, wurde er der Verfassung des Landes gemäß amtsführender Präsident und blieb dies bis zur Amtseinführung seines Nachfolgers Iajuddin Ahmed am 6. September 2002.